# Cumbre de Madrid de 1997
La cumbre de Madrid de 1997 fue una cumbre de la OTAN celebrada en Madrid, España, del 8 al 9 de julio de 1997. Fue la 15.ª cumbre de la OTAN y la segunda en 1997, celebrándose la anterior en París, Francia. La cumbre se destacó por invitar a tres nuevos miembros, Hungría, Polonia y la República Checa, a unirse a la alianza .

## Mandatarios

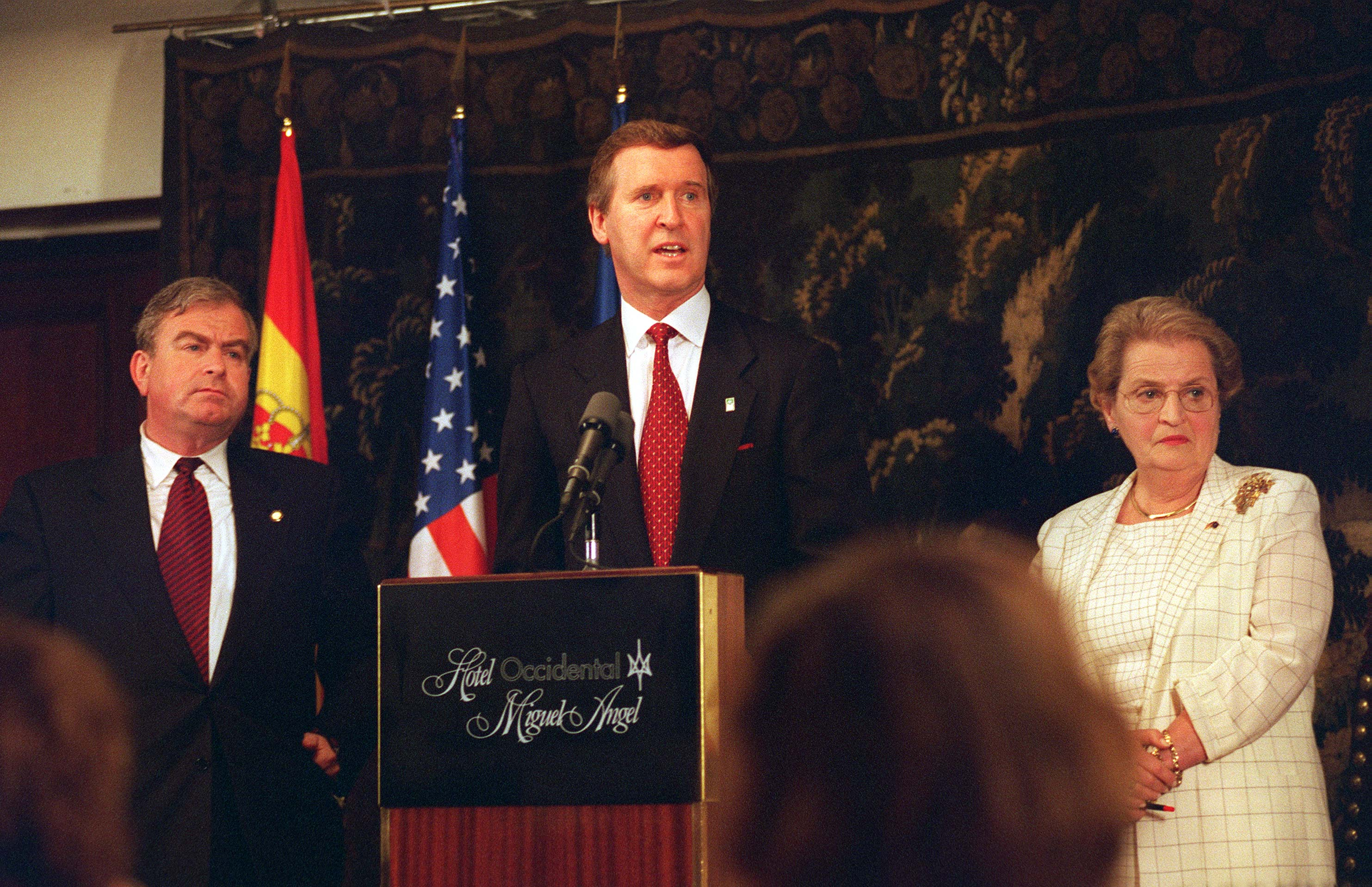
Mandatarios de los Estados Unidos durante una rueda de prensa durante la Cumbre de Madrid de 1997.

Las reuniones oficiales fueron lideradas por el secretario general de la OTAN, Javier Solana. Una ausencia notable de la cumbre fue la de Borís Yeltsin, presidente de Rusia, que en su lugar fue representado por Valerii Serov, vicepresidente del gobierno de Rusia.

### En asistencia
- Albania – Primer ministro Bashkim Fino
- Alemania – Canciller Helmut Kohl
- Armenia – Ministro de Asuntos Exteriores Alexander Arzoumanian
- Austria – Canciller Federal Viktor Klima
- Azerbaiyán – Presidente Heidar Aliev
- Bielorrusia – Presidente Alexander Lukashenko
- Bélgica  – Primer ministro Jean-Luc Dehaene
- Bulgaria – Presidente Petar Stoyanov
- Canadá  – Primer ministro Jean Chrétien
- Dinamarca  – Primer ministro Poul Nyrup Rasmussen
- Eslovaquia– Primer ministro Vladimír Mečiar
- Eslovenia – Primer ministro Janez Drnovšek
- España – Presidente del Gobierno José María Aznar
- Estados Unidos – Presidente Bill Clinton
- Estonia  – Presidente Lennart Meri
- Finlandia – Presidente Martti Ahtisaari
- Francia – Presidente Jacques Chirac
- Georgia – Presidente Eduard Shevardnadze
- Grecia – Primer ministro Costas Simitis
- Hungría – Primer ministro Gyula Horn
- Islandia – Primer ministro David Oddsson
- Italia – Primer ministro Romano Prodi
- Kazajistán – Embajador Aoueskhan Kyrbassov
- Letonia – Presidente Guntis Ulmanis
- Lituania – Presidente Algirdas Brazauskas
- Luxemburgo – Primer ministro Jean-Claude Juncker
- Macedonia del Norte – Presidente Kiro Gligorov
- Moldavia – Presidente Petru Lucinschi
- Noruega – Primer ministro Thorbjørn Jagland
- Países Bajos – Primer ministro Wim Kok
- Polonia – Presidente Aleksander Kwaśniewski
- Portugal – Primer ministro António Guterres
- República Checa – Presidente Vaclav Havel
- Rumania – Presidente Emil Constantinescu
- Rusia – Valerii Serov, Vicepresidente del Gobierno
- Turkmenistán – Embajador Tchary Niiazov
- Turquía – Presidente Süleyman Demirel
- Ucrania – Presidente Leonid Kuchma
- Reino Unido – Primer ministro Tony Blair
- Uzbekistán – Ministro de Asuntos Exteriores Abdulaziz Kamilov[2]

## Temas

### Ampliación de la OTAN
El tema de la ampliación fue el tema principal de la cumbre. El resultado de la cumbre fue que Hungría, Polonia y la República Checa fueron invitados a unirse a la OTAN. Eslovaquia, antiguo miembro del Grupo de Visegrado, fue excluido de esta invitación. Eslovaquia había celebrado un referéndum sobre la membresía en la OTAN en mayo de 1997, pero la participación en el referéndum no logró el 50% requerido de votantes elegibles y se culpó al sabotaje del gobierno, que a su vez fue visto como una de una serie de medidas antidemocráticas tomadas por el primer ministro Vladimír Mečiar. Según los informes, la mayoría de los miembros de la OTAN apoyaba la propuesta de Francia de invitar inmediatamente a Rumanía y Eslovenia como miembros, pero el presidente de los Estados Unidos, Bill Clinton, se opuso firmemente a esta propuesta, e incluso se diluyó una "garantía férrea" de que podrían ser invitados en dos años, a favor de una política de "puertas abiertas" para nuevos potenciales miembros.
Una de las principales preocupaciones de los Estados Unidos fue el costo de elevar potencialmente los estándares militares de los nuevos miembros de Europa del Este. Las estimaciones estimaba un costo de hasta de 10 mil millones de dólares, lo cual creaba preocupación entre los mandatarios que el costo podría llevar a que el Senado de los Estados Unidos, controlado por los republicanos, llegara a rechazar el tratado que reconociera a los nuevos miembros.

### Ucrania y Bosnia y Herzegovina
Además, se firmó una "Carta sobre una Asociación Distintiva" entre la OTAN y Ucrania, creando la Comisión OTAN-Ucrania y estableciendo así relaciones entre los dos. Los participantes también leyeron y firmaron una declaración de apoyo a los esfuerzos de paz en Bosnia y Herzegovina.

## Lugar
La cumbre tuvo lugar principalmente en el recinto ferial de IFEMA en Madrid. La primera noche de la cumbre los reyes Juan Carlos I de España y la Reina Sofía recibieron a los mandatarios de los país de la OTAN y sus aliados al Palacio Real de Madrid. Después hubo una cena de gala en el Palacio Real ofrecida por los reyes.